# Mesochorus pascuus
Mesochorus pascuus är en stekelart som beskrevs av Schwenke 1999. Mesochorus pascuus ingår i släktet Mesochorus och familjen brokparasitsteklar. Inga underarter finns listade i Catalogue of Life.